# Parc du château d'Osaka
 (avril 2019).

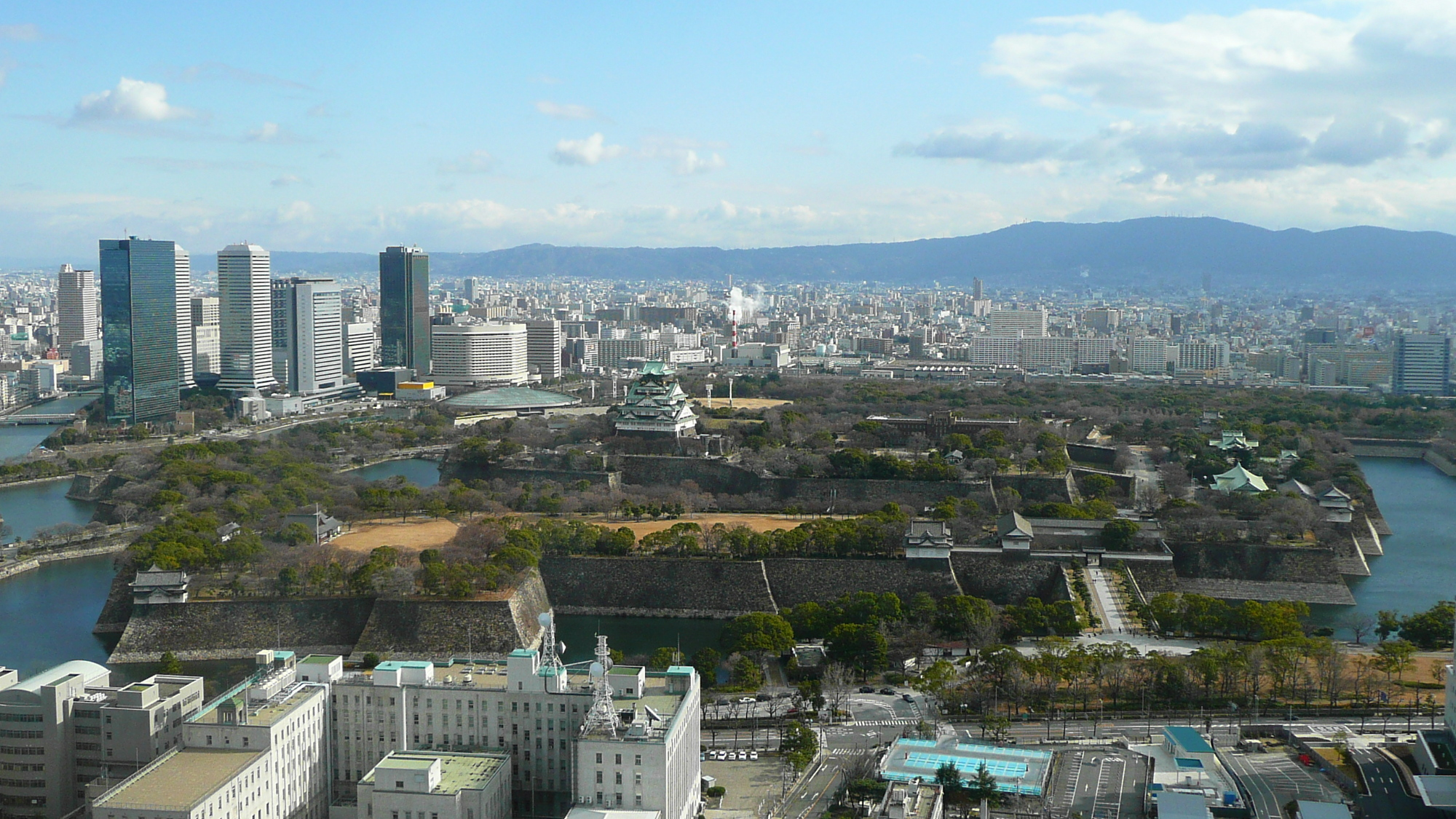
Parc du château d'Osaka depuis l'ouest

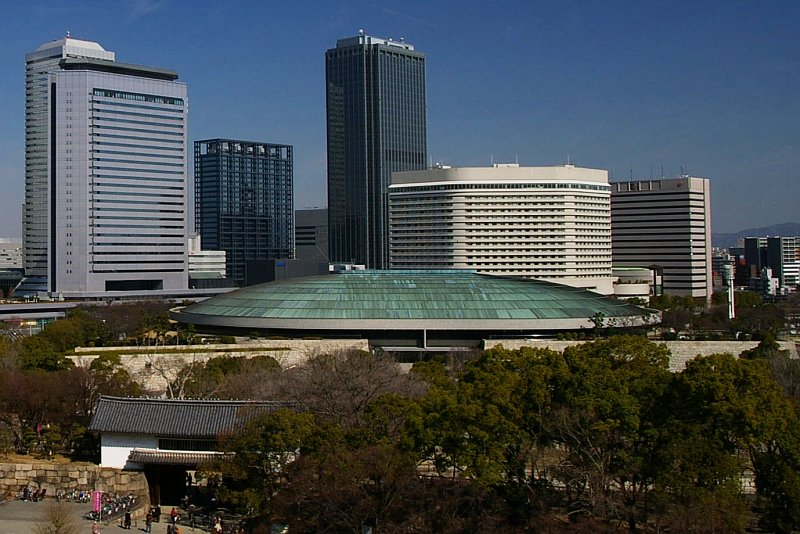
Osaka-jo Hall et OBP

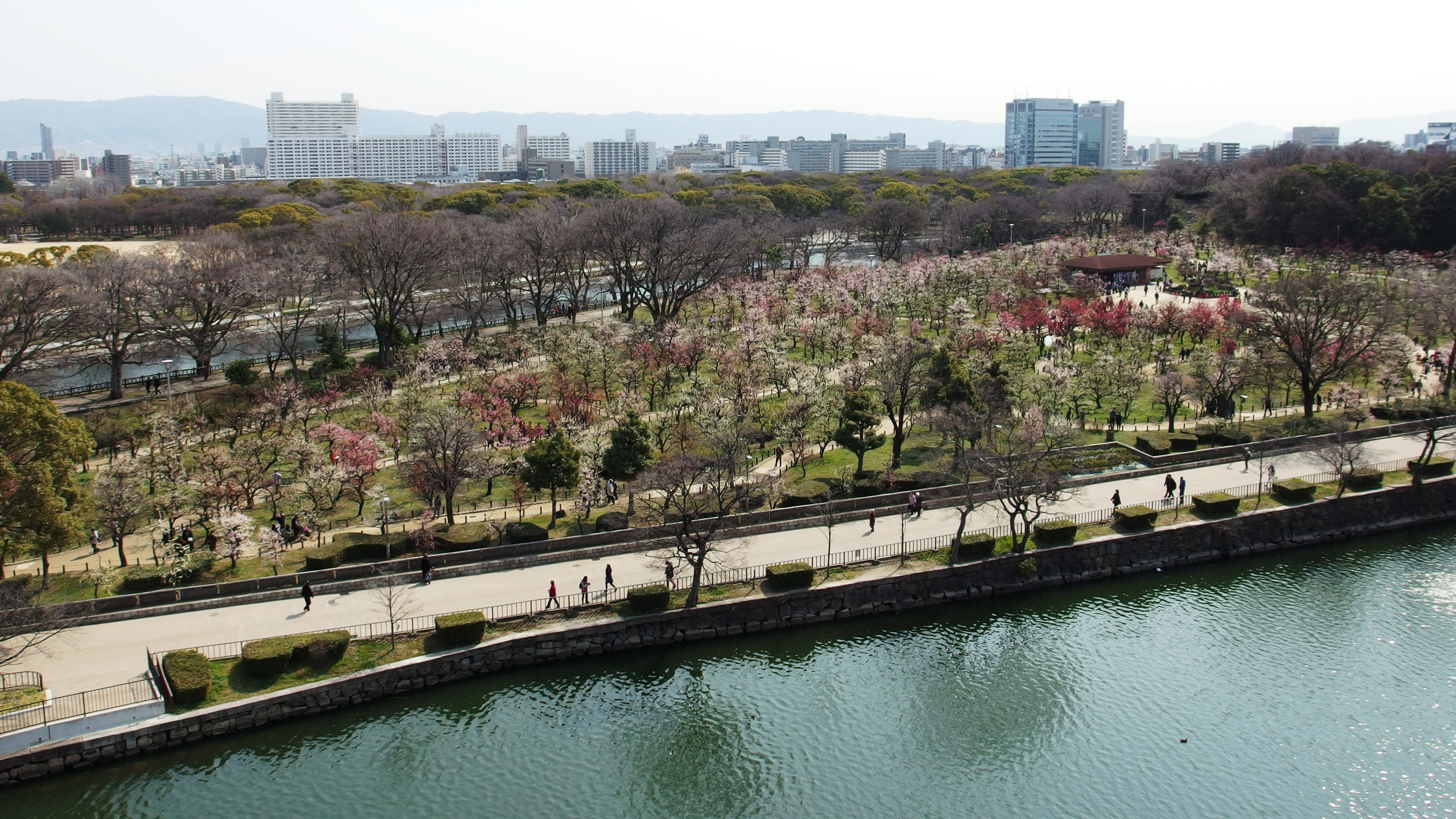
Jardin de pruniers

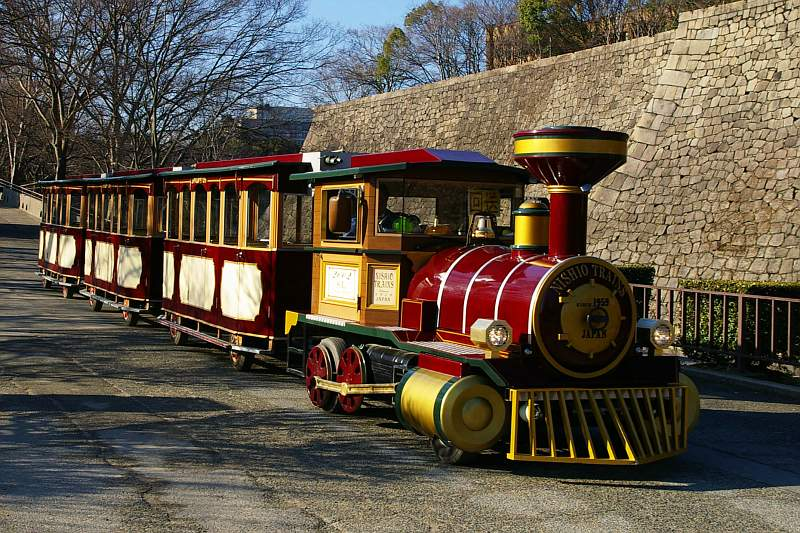
Petit train routier

Le Parc du Château d'Osaka (大阪城公園, Osaka-Jō-Kōen)  est un parc urbain public et un site historique situé à Osaka-Jō à Chūō-ku, Osaka, au Japon. Il se trouve au sud de la rivière Ōkawa (Kyū-Yodo) et occupe une grande superficie au centre de la ville d'Osaka. Ce parc est le deuxième plus grand parc de la ville.
Le parc a été construit sur un site avec une longue histoire. Au XVe siècle, un temple influent, le Ishiyama Hongan-ji, a été construit à son emplacement. En 1583, Toyotomi Hideyoshi le détruisit et fit construire le château d'Osaka. De 1870 à 1945, l’ Arsenal impérial d’Osaka utilisa une grande partie du parc; il fut détruit à la fin de la Seconde Guerre mondiale. En 1931, le parc du château d'Osaka a été ouvert au public, mais la majeure partie de la zone était encore utilisée par l'armée impériale japonaise. Après la Seconde Guerre mondiale, la majeure partie du complexe militaire a été supprimée et remplacée par le parc urbain public.
Dans le parc se trouvent le Osaka-jō Hall, un grand terrain de sport, un terrain de baseball, un terrain de football, un théâtre musical en plein air, une salle de concert en plein air et le donjon du château d'Osaka. Du haut de la tour du donjon, la vue s'étend de la baie d’Osaka au mont Ikoma, sur toute la plaine d’Osaka. De nombreux groupes de musiciens se produisent dans le parc. Au printemps, l'observation de fleurs de cerisier et de prunier y est populaire.

## Installations

### Monuments historiques
- Château d'Osaka (大坂城 Osaka-Jō) 
  - Tour de garde (天守閣 Tenshu-kaku)
  - Entrepôt d'or (金蔵 Kinzō)
  - Porte Sakura (桜門 Sakura-Mon)
  - Porte Tamon (多聞櫓 Tamon-Yagura)
  - Gatete Gate (大手門 Ōte-Mon)
  - Porte Aoya (青屋門 Aoya-Mon)
  - Tourelle Inui (乾櫓 Inui-Yagura)
  - Tourelle Sengan (千貫櫓 Sengan-Yagura)
  - 6ème tourelle (六番櫓 Rokuban-Yagura)
  - 1ère tourelle (一番櫓 Ichiban-Yagura)
  - Fossé intérieur (内濠 Naigō)
  - Moat extérieur (外濠 Gaigō)
- Monument au Ishiyama Hongan-ji (石山本願寺推定地碑)
- Le pin où le prêtre Rennyo a suspendu son surplis (蓮如上人袈裟懸の松 Rennyo-Shōnin Kesakake-no-Matsu)
- Monument marquant l'endroit où Toyotomi Hideyori et sa mère, Yodo-dono, se sont suicidés (豊臣秀頼 淀殿ら自刃の碑).

### Sanctuaires et temples
- Hōkoku-jinja (豊國神社 également Toyokuni-jinja ) 
  - Jardin de pierre (秀石庭 Syuseki-Tei)
- Branche du sanctuaire Ikukunitama (生國魂神社お旅所 Ikukunitama-jinja Otabisho)
- 無縁仏回向供養塔

### Installations culturelles et sportives
- Osaka-jō Hall (大阪城ホール Osaka-jō Hall)
- Salle de concert en plein air du château d'Osaka (大阪城音楽 Osaka-jō Ongakudō)
- Centre de formation en arts martiaux (修道館 Shudo-Kan)
- Terrain de baseball et terrain d'athlétisme (太陽の広場 Taiyō-no-Hiroba)
- Terrain d'entraînement au tir à l'arc japonais Kyudo (弓道場 Kyudō-Jō)
- Centre international pour la paix d'Osaka (大阪国際平和センター Osaka Kokusai Heiwa Centre)
- Il existe une présence musicale importante et solide dans le parc, avec de nombreux groupes, musiciens ambulants et musiciens qui jouent ou répètent[1].

### Installations du parc public
- Jardin Nishi-no-Maru (西ノ丸庭園 Nishi-no-Maru Teien) 
  - Maison d'hôtes du gouvernement d'Osaka (大阪迎賓館 Osaka Geihin-Kan)
  - Salon de thé japonais (豊松庵 Toyomatsu-An)
- Jardin japonais (日本庭園 Nihon-Teien)
- Jardin des Pruniers (梅林 Bairin)
- Jardin de pêche (桃園 Momoen)
- Forêt citoyenne (市民の森 Shimin-no-Mori)
- Forêt commémorative (記念樹の森 Kinenju-no-Mori)
- Forêt de Waseda (早稲田の森 Waseda-no-Mori)
- Forêt de souvenirs (思い出の森 Omoide-no-Mori)
- Lieu de pierre marqué (刻印石広場 Kokuin-Seki-Hiroba)
- Fontaine

### Installations géologiques nationales
- Point de levé par triangulation de 2e échelon (二等三角点 大阪城)

### Installations du gouvernement
- Administration municipale, Bureau de la maintenance des installations du parc de la zone orientale
- City Water Company, installations d'approvisionnement en eau de Ōte-Mae (大手前配水池,大手前配水場 高地区ポンプ場)

### Installations de l'armée japonaise impériale
- Ancien quartier général de la 4ème division de l'armée impériale japonaise
- Ancien bâtiment du laboratoire de chimie de l'Arsenal impérial d'Osaka

### Autre
- Tour de l'éducation (教育塔 Kyoiku-Tou)
- 大阪社会運動顕彰塔
- Port du château d'Osaka (大阪城港) pour le bus Osaka Suijō

### Parking
- Stationnement Morinomiya (森ノ宮駐車場)
- Parking de bus Jōnan (城南バス駐車場)

___________________________________________ 

## Activités dans le parc
- observation des fleurs de prunier : Janvier mars
- observation des fleurs de pêcher : Mars
- observation des fleurs de cerisier : Avril

## Accès
Les stations de Temmabashi, Tanimachi Yonchōme, Morinomiya et Osakajōkōen se trouvent à proximité du parc.

## Galerie de photographies

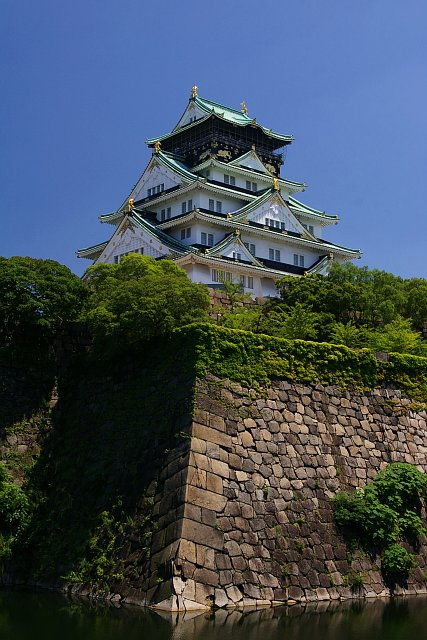
Donjon du château.
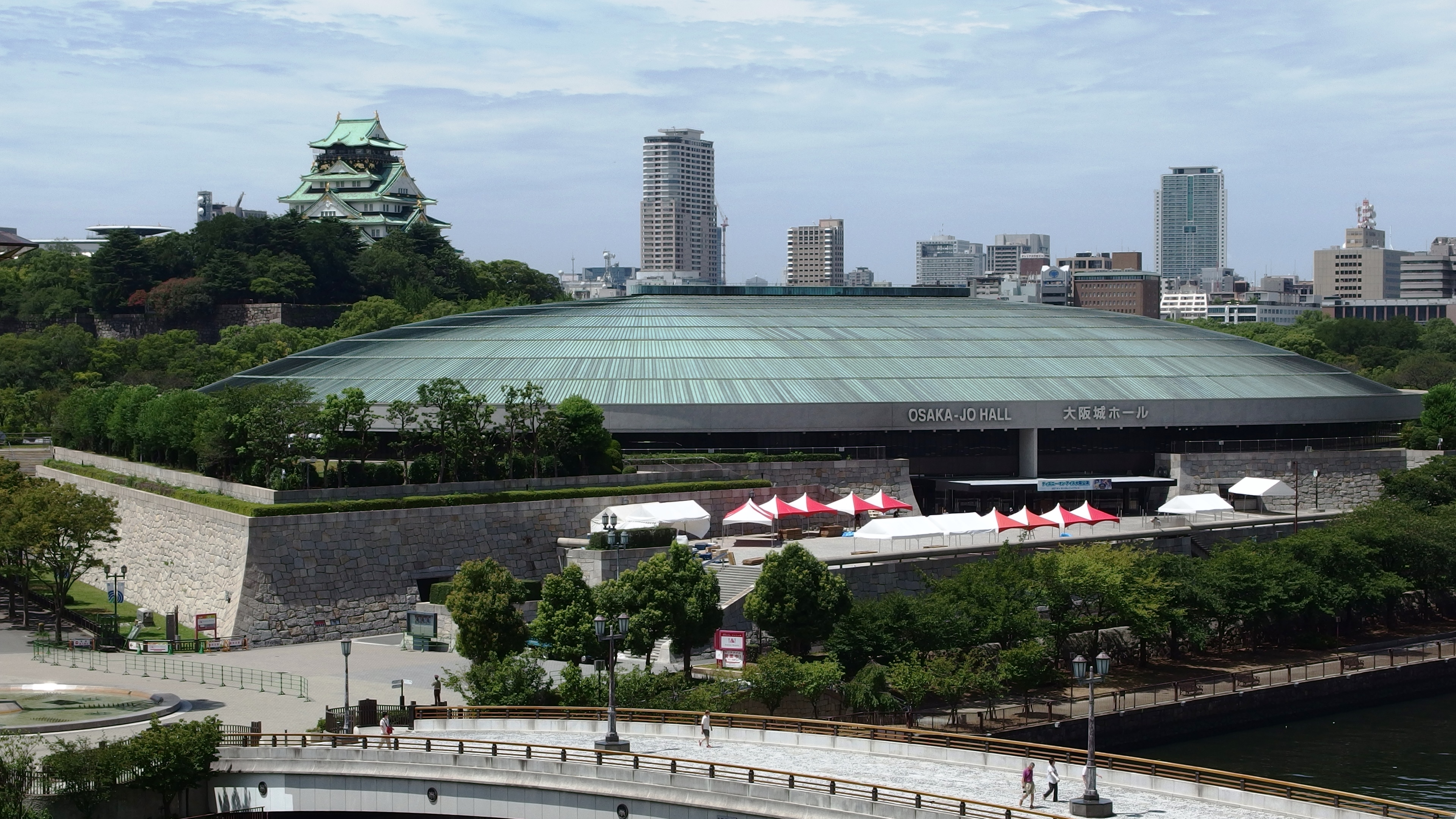
Osaka-jo Hall.
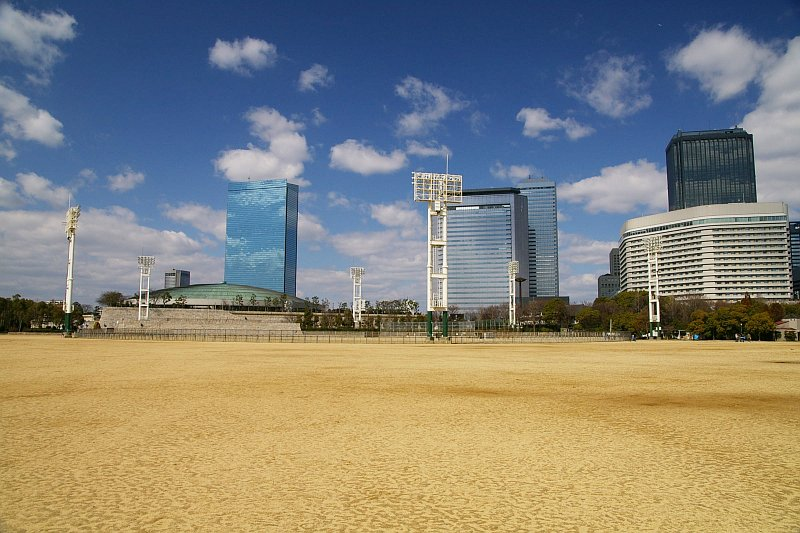
Terrain d’athlétisme.
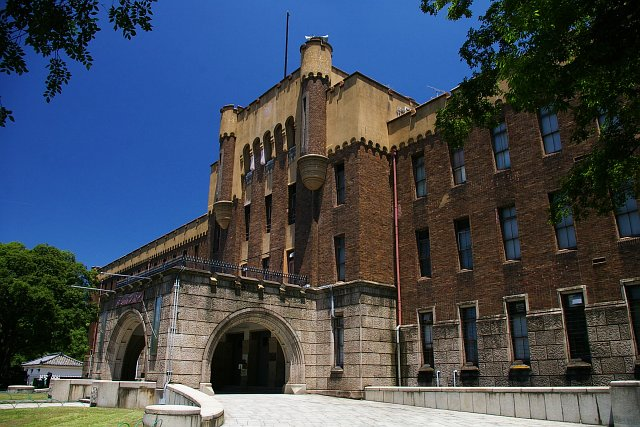
Ancien quartier général de la 4ème division.
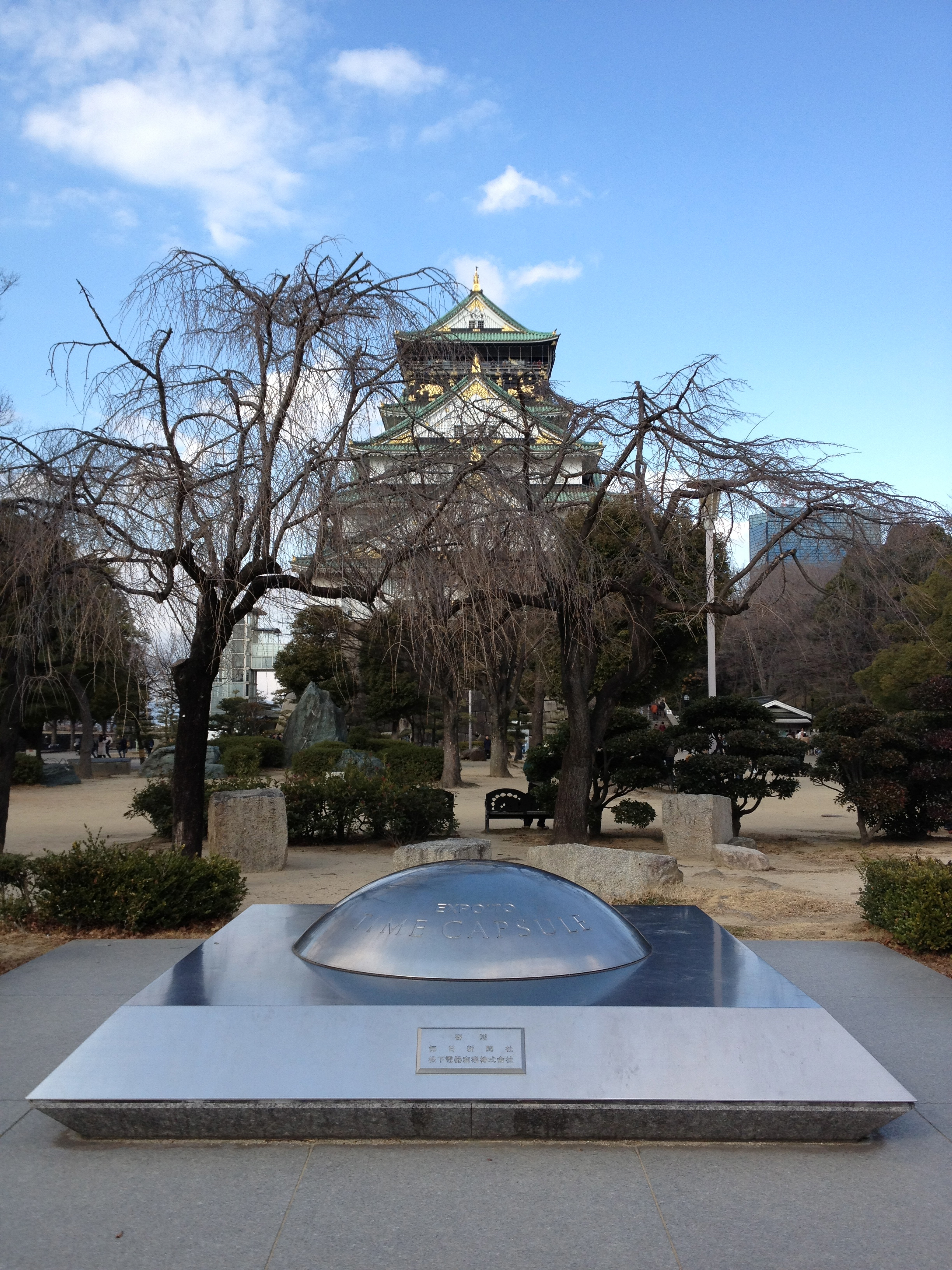
Capsule temporelle, déposée à l'occasion de l’Exposition universelle de 1970, dont l’ouverture est prévue pour 6970.

## Voir également
- Château d'Osaka
- Les 100 points de vue de la nature dans le Kansai